# Дзудзя
Дзудзя — мифическая богатырша ― прародительница коми-пермяков, живших на реке Зюзде.

## Описание
Дзудзя разом родила шестерых богатырей, и, чтобы она смогла их прокормить, добрый бог-демиург Ен подарил ей ещё четыре груди.
Когда они выросли, сыновья выстроили по реке Каме 6 городищ, в которых стали жить и править. Дзудзя стала править в главном городе.
Однажды враги напали на коми, разорили города, взяли в плен всех женщин и девушек.
Тогда Дзудзя призвала своих сыновей к объединению. Все зюздинцы под их руководством шесть дней ловили ворон. Собрав их достаточное количество, они отправились с птицами к городу врага, выпуская их по направлению к защитному валу городища.
Враги стали пускать стрелы в ворон из луков и вскоре израсходовали их.
Этого и добивались Дзудзя и её сыновья — они легко смогли взять верх над неприятелем.
Этот мифологический сюжет схож с историей отмщения княгиней Ольгой древлянам, жившей в середине X века, за смерть своего мужа.